# زهير بن قرضم المهري
زهير بن قرضم المهري وقيل ذهبن بن قرضم صحابي وفد على رسول الله محمد، وكان يكرمه لبعد مسافته، لأنه قدم من أرض الشحر (ظفار)، وقبره موجود بمرباط.

## نسبه
زهير بن قرضم بن العجيل بن قتاب بن قمومي بن يعلل بن العيدي بن ندغي بن مهرة بن حيدان بن عمرو بن الحاف بن قضاعة.

## إسلامه
قال: أخبرنا هشام بن محمد، أخبرنا معمر بن عمران المهري عن أبيه، قالوا: وفد إلى رسول الله محمد، رجل من المهرة يقال له زهير بن قرضم بن العجيل من الشحر، فكان رسول الله محمد يدنيه ويكرمه لبعد مسافته، فلما أراد الانصراف ثبته وحمله وكتب له كتابا، فكتابه عندهم إلى يومنا هذا.